# Gare de Pesterzsébet felső
La gare de Pesterzsébet felső (en hongrois : Pesterzsébet felső HÉV-állomás) est une gare ferroviaire secondaire de Budapest. 